# Lanvaudan
Lanvaudan é uma comuna francesa na região administrativa da Bretanha, no departamento Morbihan. Estende-se por uma área de 18,11 km². Em 2010 a comuna tinha 811 habitantes (densidade: 44,8 hab./km²).